# Armes de la guerre du Vietnam

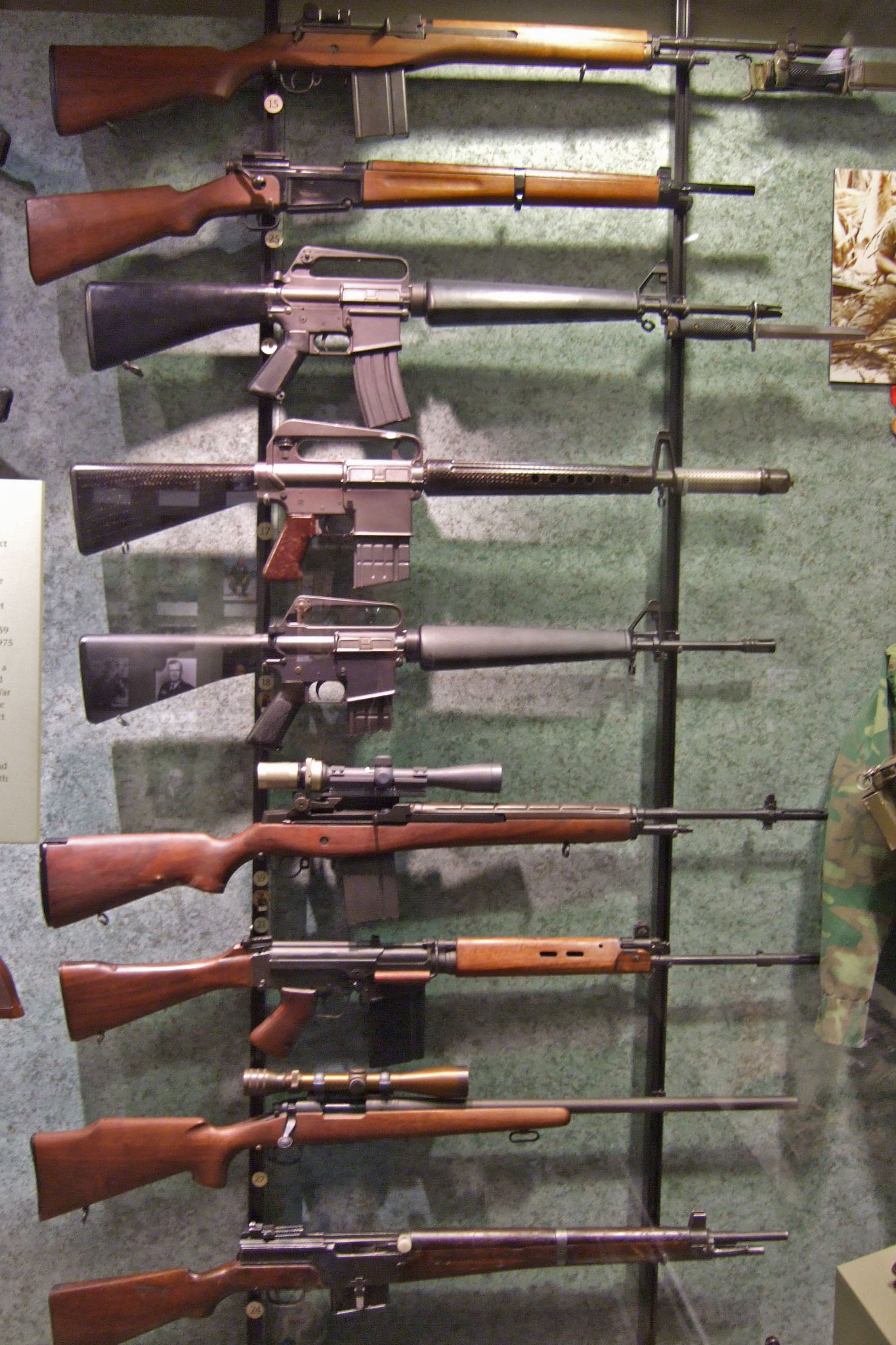
Fusils de l'ère du Vietnam utilisés par l'armée américaine et ses alliés

Cet article concerne les armes utilisées dans la guerre du Viêt Nam, qui impliquaient l'Armée populaire du Vietnam (PAVN) ou l'Armée nord-vietnamienne (NVA), le Front de libération nationale pour le Sud-Vietnam (NLF) ou le Viet Cong (VC), et les forces armées de l'Armée de la république du Viêt Nam (ARVN), des États-Unis, de la République de Corée, des Philippines, de la Thaïlande et des forces de défense australiennes et néo-zélandaises, ainsi que diverses troupes irrégulières.
Presque toutes les forces alliées aux États-Unis étaient armées d'armes américaines, notamment le M1 Garand, la carabine M1, le M-14 et le M-16. Les forces australiennes et néo-zélandaises ont utilisé le 7,62 mm Fusil semi-automatique L1A1, version semi-automatique du FN FAL belge produit sous licence, comme fusil de service, avec occasionnellement le M16 américain.
Le PAVN, bien qu'ayant hérité d'une variété d'armes américaines, françaises et japonaises de la Seconde Guerre mondiale et de la guerre d'Indochine française, était en grande partie armé et équipé par la République populaire de Chine, l'Union soviétique et ses alliés du pacte de Varsovie. En outre, certaines armes  ont été fabriquées au Nord-Vietnam : des explosifs antipersonnel, le K-50M (une copie PPSh-41) et des versions « faites maison » du RPG-2 . En 1969, l'armée américaine avait identifié 40 types de carabines, 22 types de mitrailleuses, 17 types de mortier, 20 types de canons sans recul ou de lance-roquettes, 9 types d'armes antichars et 14 armes antiaériennes utilisées par les troupes au sol par l'ensemble des belligérants. 24 types différents de véhicules blindés et d'artillerie automotrice ainsi que 26 types d'artillerie de campagne et de lance-roquettes étaient également utilisés, principalement par les forces anticommunistes.

## Forces et armes communistes

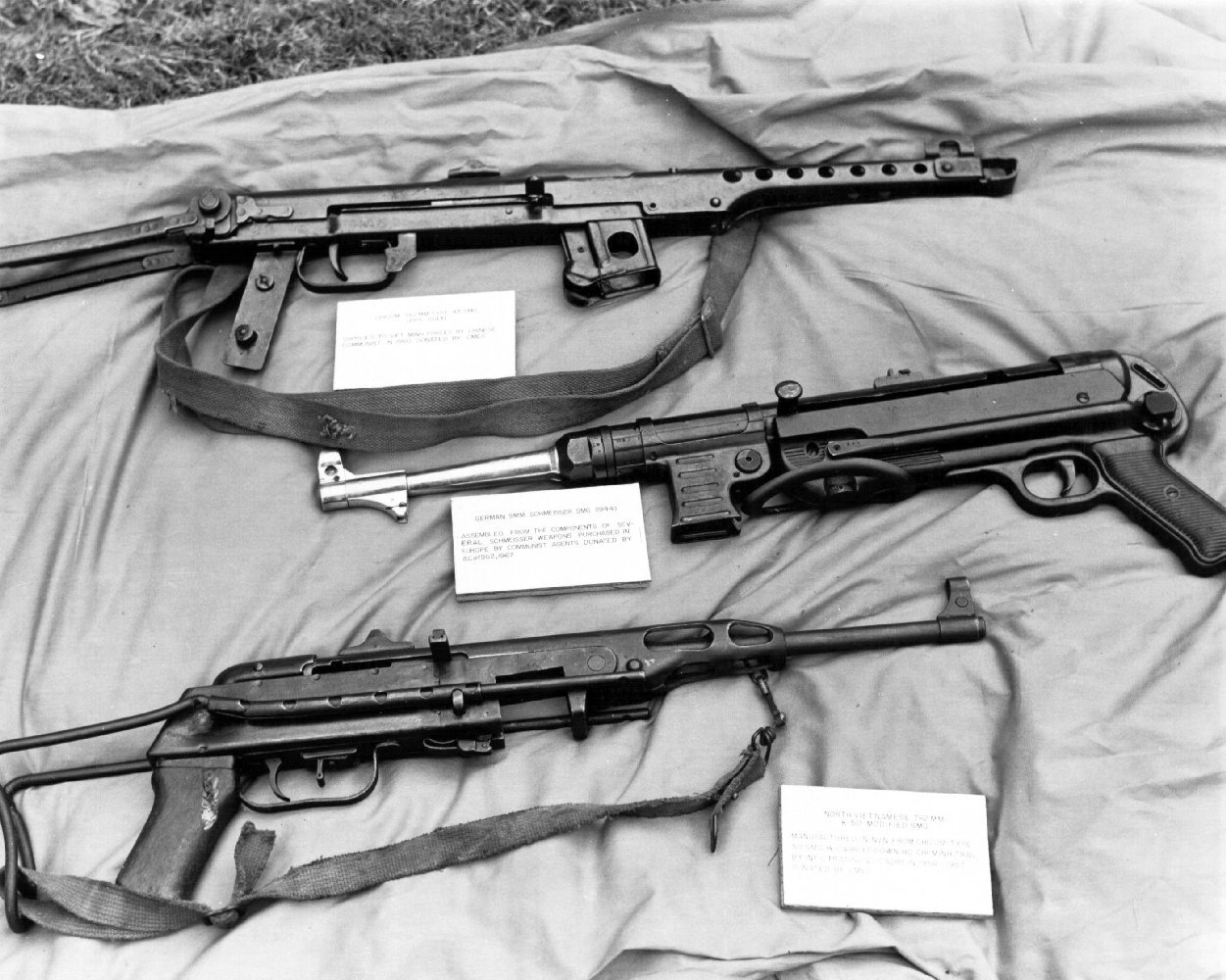
Armes PAVN capturées

Pendant les premiers stades de l'insurrection, les Viet Cong se sont principalement battus avec des armes capturées (souvent de fabrication américaine) ou des armes artisanales (par exemple des copies de la mitraillette américaine Thompson et des fusils de chasse fabnriqués à partir de tuyaux en acier galvanisé. La plupart des armes saisies ayant été capturées dans les avant-postes des milices ARVN mal défendus.
Les forces communistes étaient principalement équipées d'armes chinoises et soviétiques, bien que certaines unités de guérilla VC étaient équipées d'armes d'infanterie occidentales capturées dans des stocks français pendant la première guerre d'Indochine, comme le MAT-49, ou des unités ARVN ou réquisitionnées par acquisition illicite.
À l'été et à l'automne 1967, tous les bataillons viet-cong ont été rééquipés d'armes de conception soviétique telles que le fusil d'AK-47 et le lance roquettes anti-chars RPG-2. Leurs armes étaient principalement de fabrication chinoise ou soviétique. Pendant la période allant jusqu'à la phase conventionnelle des années 1970, le Viet Cong et le NVA étaient généralement limités aux mortiers, aux canons sans recul et aux armes légères et avaient un équipement et une puissance de feu nettement plus faible que les armes mises en œuvre par les Américains. Leurs tactiques reposant sur des embuscades et une furtivité supérieure, actions menées par de petits groupes mobiles pour essayer de contrer l'énorme avantage technologique américain.
De nombreuses divisions au sein de la NVA incorporaient des bataillons blindés et mécanisés, y compris le char de type 59., l'artillerie BTR-60, de type 60 et de nouvelles doctrines de guerre rapidement modifiées et intégrées à la suite de l'offensive du Têt en une force mobile interarmes. Les Nord-Vietnamiens avaient à la fois des chars amphibies (comme le PT-76) et des chars légers (comme le Type 62) utilisés pendant la phase conventionnelle. Des équipements soviétiques expérimentaux ont commencé à être utilisés contre les forces ARVN en même temps, notamment le système de défense aérienne portable SA-7 Graal et des missiles antichars, notamment l'AT-3 Sagger. En 1975, ils s'étaient complètement transformés de la stratégie de l'infanterie légère mobile et de l'utilisation du concept de guerre populaire utilisé contre les États-Unis.

## Armes américaines
Le fusil américain M16 et la carabine XM177, qui remplaçaient tous les deux le M14, étaient plus légers et considérés comme plus précis que l'AK-47 mais étaient sujets à des dysfonctionnements. Souvent, le fusil souffrait d'un dysfonctionnement connu sous le nom de « non-extraction », ce qui signifiait que le boîtier de la cartouche usagée restait logé dans la chambre après le coup de feu. Selon un rapport du Congrès, le dysfonctionnement a été causé par un changement de poudre à canon dans les munitions, qui a été effectué sans tests adéquats et par une politique d'économies d'argent, dirigée par Robert McNamara, pour ne pas délivrer de kits de nettoyage adéquats aux soldats. Cela a conduit au mythe d'un fusil autonettoyant. Ces décisions ont été prises sans égard à la sécurité des soldats et ont fait de nombreux morts.
Le char M48A3 'Patton' a connu une action intensive pendant la guerre du Vietnam et plus de 600 ont été déployés avec les forces américaines. Ils ont joué un rôle important dans le soutien de l'infanterie bien qu'il y ait eu quelques batailles de chars contre chars. Le char lance-flammes M67A1 (surnommé le Zippo) était une variante M48 utilisée au Vietnam. L'artillerie a été largement utilisée par les deux côtés, mais les Américains ont pu transporter le 105 léger mm obusier M102 par hélicoptère vers des endroits éloignés sur préavis rapide,. Avec ses 17 milles (27,358848 km), le canon de campagne tracté soviétique de 130 mm M-46 était une arme très appréciée et utilisée à bon escient par le PAVN. Il a été contré par le long terme, américain 175 mm M107 Canon automoteur.
Les États-Unis avaient une supériorité aérienne bien que de nombreux avions aient été perdus à cause de missiles sol-air et d'artillerie antiaérienne. La puissance aérienne américaine a été reconnue pour avoir brisé le siège de Khe Sanh et atténué l'offensive de Pâques de 1972 contre le Vietnam du Sud. En mer, l'US Navy avait le contrôle du littoral, utilisant des porte-avions comme plates-formes pour des frappes au large et d'autres navires pour le soutien de l'artillerie au large. Les tirs navals offshore ont joué un rôle central dans la bataille de Huế en février 1968, fournissant des tirs précis à l'appui de la contre-offensive américaine pour reprendre la ville.

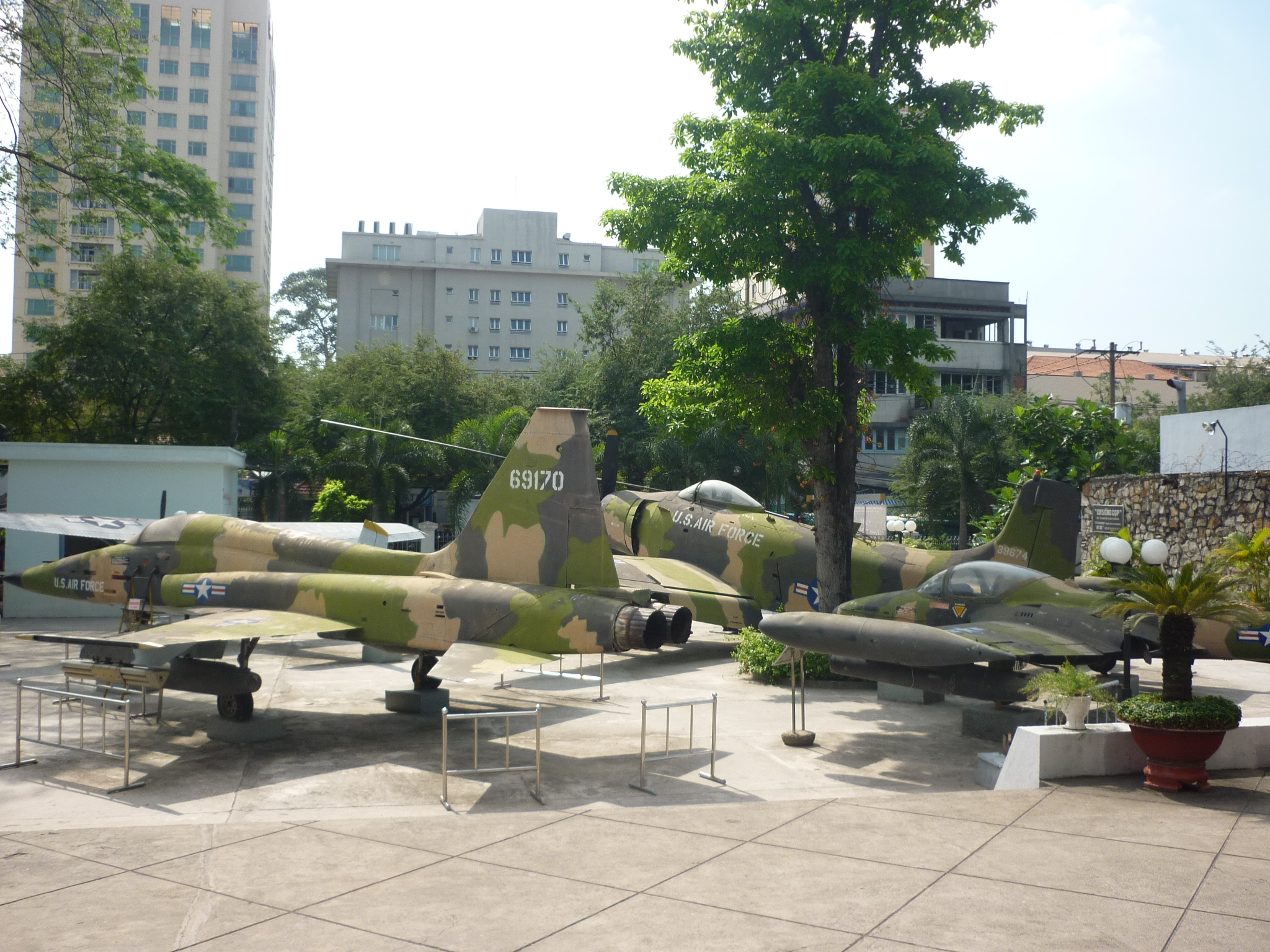
Des avions de combat sud-vietnamiens capturés à Ho Chi Minh-Ville

La guerre du Vietnam a été le premier conflit qui a vu le déploiement tactique à grande échelle d'hélicoptères. Le Bell UH-1 Iroquois surnommé « Huey » a été largement utilisé dans les opérations contre-guérilla à la fois comme transporteur de troupes et comme hélicoptère de combat. Dans ce dernier rôle, il était équipé d'une variété d'armements, y compris des mitrailleuses M60, à plusieurs canons 7,62 mm Miniguns M134 et roquettes air-surface non guidées. Les Huey ont également été utilisés avec succès dans les rôles MEDEVAC et de recherche et sauvetage. Deux appareils qui ont joué un rôle important pendant la guerre étaient l'avion d'attaque  AC-130 Spectre et l'hélicoptère de combat UH-1 Huey. L'AC-130 était une variante d'avion lourdement armé d'attaque au sol de l'avion de transport C-130 Hercules ; il était utilisé pour fournir un appui aérien rapproché, une interdiction aérienne et une protection des forces. L'AC-130H "Spectre" était armé de deux 20 canons Vulcan M61 mm, un canon automatique Bofors 40 mm et un 105 mm obusier M102. Le Huey est un hélicoptère d'attaque propulsé par un seul turbomoteur et environ 7 000 hélicoptères UH-1 ont été utilisés au Vietnam. À leur disposition, les forces terrestres avaient accès aux B-52 et F-4 Phantom II et à d'autres pour lancer du napalm, du phosphore blanc, des gaz lacrymogènes et des armes chimiques. Les munitions d'avion utilisées pendant la guerre comprenaient des munitions à guidage de précision, des bombes à fragmentation, un agent épaississant / gélifiant généralement mélangé avec du pétrole ou un carburant similaire pour une utilisation dans un engin incendiaire, initialement contre des bâtiments et plus tard principalement comme une arme antipersonnel qui colle à la peau et peut brûler jusqu'à l'os.
La Claymore M18A1, une mine antipersonnel a été largement utilisée, et a fait exploser le commandement et a tiré 700 boulettes d'acier directionnelles dans la zone de mise à mort.

## Armes des forces sud-vietnamiennes, américaines, sud-coréennes, australiennes et néo-zélandaises

### Armes blanches

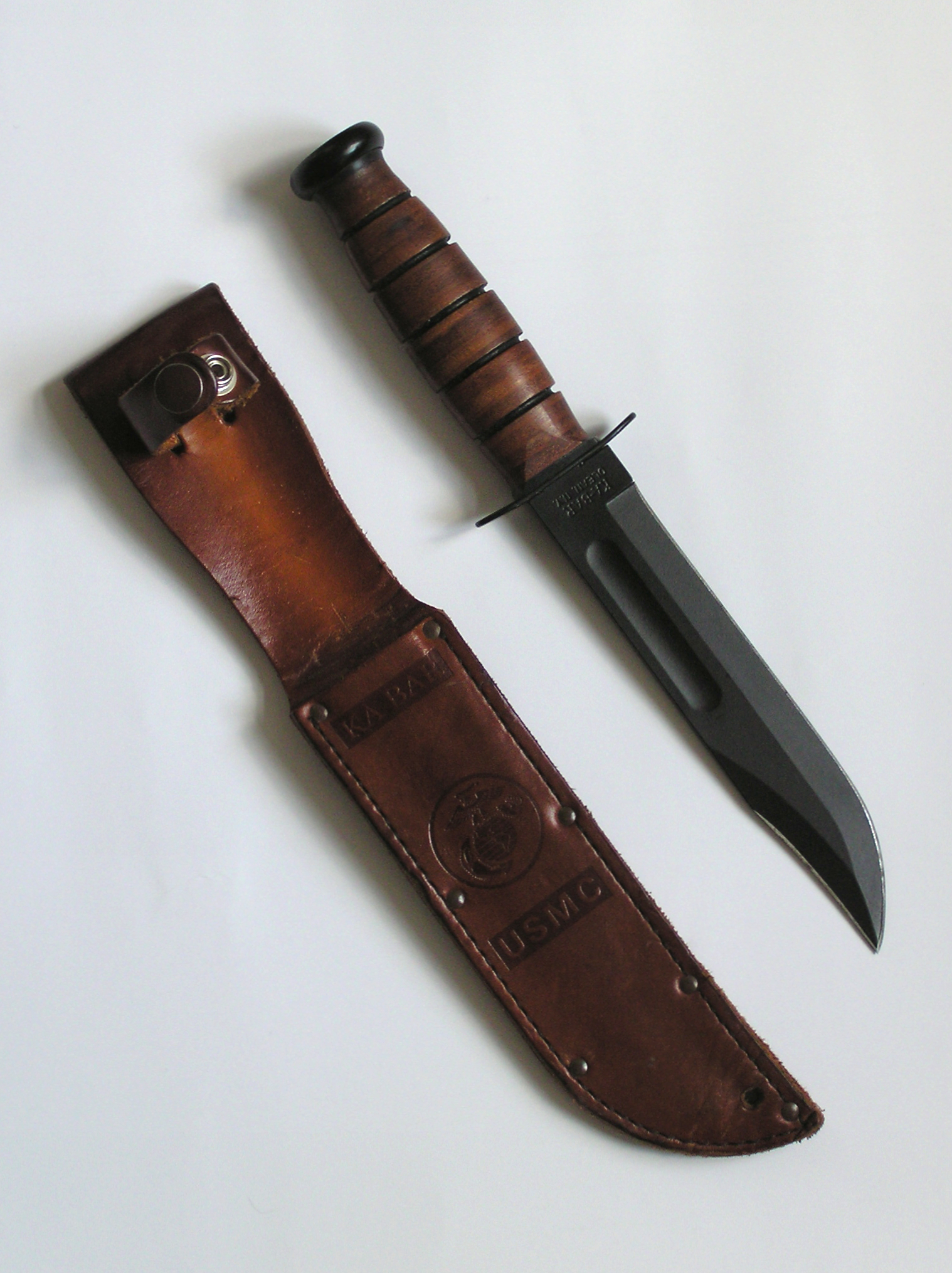
Le couteau KA-BAR était l'arme tranchante la plus célèbre de la guerre.

- Baïonnettes L1A1 et L1A2 - utilisées sur le fusil semi-automatique L1A1[16]
- Baïonnette M1905 - utilisée sur le M1 Garand[17].
- Baïonnette M1917 - utilisée sur divers fusils de chasse.[16]
- Baïonnette M1 - utilisée sur le M1 Garand[17].
- Couteau de combat M3[18]
- Baïonnette M4 - utilisée sur les carabines M1 et M2.[16]
- Baïonnette M5 - utilisée sur le M1 Garand.[16]
- Baïonnette M6 - utilisée sur le M14.[16]
- Baïonnette M7 - utilisée sur le M16.[16]
- Couteau utilitaire / de combat Ka-Bar - utilisé par l'US Army, Navy et Marine Corps.[19][20]
- Gerber Mark II Forces armées américaines [réf. nécessaire]
- Couteaux Randall Made - achetés personnellement par certains soldats américains.[21]
- Les baïonnettes M1905, M1917, M1 et Lee–Enfield sont coupées et transformées en couteaux de combat. [réf. nécessaire]
- Arc - utilisé par l'US Mobile Riverine Force[22].
- Arbalète - utilisée par les Montagnards sud-vietnamiens[23]

### Pistolets et revolvers
- Colt M1911A1 - Pistolet semi-automatique de calibre .45 ACP. Arme de poing standard US et ARVN.[24],[25]
- Browning Hi-Power -  Pistolet semi-automatique de calibre 9 x 19 mm. Utilisé par les forces australiennes et néo-zélandaises (pistolet L9).[26] Également utilisé de manière non officielle par des unités américaines de reconnaissance et des forces spéciales.[27]
- Colt Model 1903 Pocket Hammerless -  Pistolet semi-automatique de calibre .380 ACP. Porté par des officiers américains. Remplacé par le Colt Commander au milieu des années 1960 [réf. nécessaire]
- Colt Detective Special - Revolver de calibre .38 spécial, utilisé par certains officiers de l'ARVN[25]
- Colt Police Positive Special - Revolver de calibre .38 spécial, utilisé par l'USAF et les Rat des tunnels[28]
- High Standard HDM - Pistolet de calibre .22LR équipé d'un silencieux intégré, complété par le Mark 22 Mod 0 dans les derniers stades de la guerre[29].
- Ingram MAC-10 - pistolet mitrailleur compact utilisé par les forces d'opérations spéciales américaines[29].
- Luger P08 - Pistolet fourni par la CIA[30]
- Revolver M1917 - Revolver .45 ACP[31] utilisé par les forces sud-vietnamiennes et américaines au début de la guerre aux côtés du Smith & Wesson Model 10. Utilisé  par les rats tunnel. [réf. nécessaire]
- Revolver à usage spécial silencieux - 40. revolver utilisé par les rats des tunnels.
- Smith & Wesson Model 10 -.38 Revolver spécial utilisé par l'ARVN, [32] par les pilotes de l'armée américaine et de l'USAF[33] et par les rats tunnel[28]
- Smith & Wesson Model 12 -.38 Revolver spécial porté par des pilotes de l'armée américaine et de l'USAF. [réf. nécessaire]
- Smith & Wesson Model 15 -.38 Revolver spécial porté par les unités de la police de sécurité de l'USAF. [réf. nécessaire]
- Smith & Wesson Model 27 - Revolver .357 Magnum utilisé par le MACVSOG. [réf. nécessaire]
- Smith & Wesson Mark 22 Mod.0 "Hush Puppy" - Pistolet muni d'un silencieux utilisé par les US Navy SEALs et d'autres forces spéciales américaines[29].
- Walther P38 - Pistolet fourni par la CIA[30]

### Fusils d'infanterie

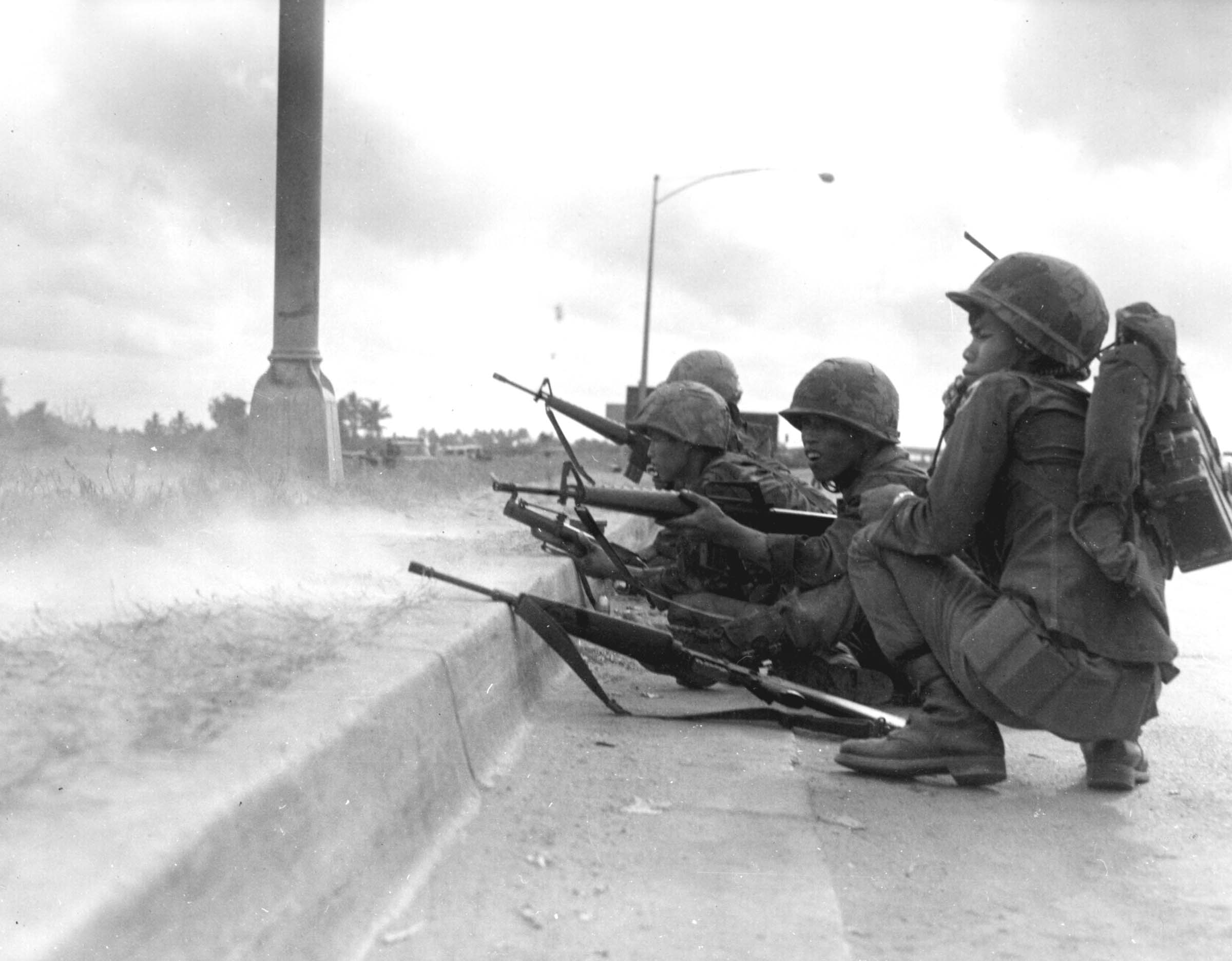
Rangers vietnamiens avec des fusils M16 à Saigon pendant l'offensive Tết

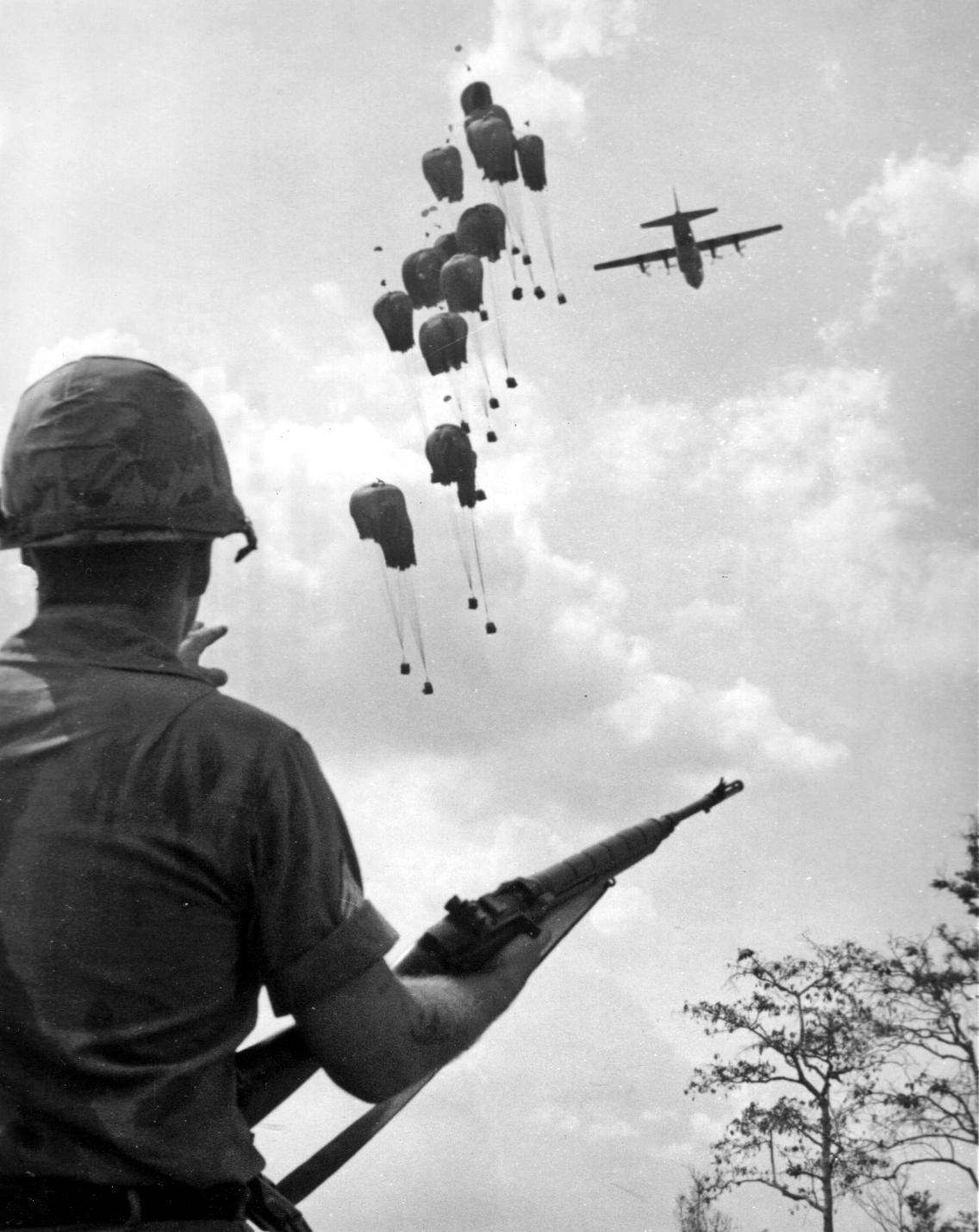
Un soldat américain avec une montre M14 alors que les fournitures sont larguées au Vietnam, 1967.

- Fusil semi-automatique L1A1 - utilisé par les soldats australiens et néo-zélandais au Vietnam[34]
- M1 Garand - utilisé par les Sud-Vietnamiens[35] et les Sud-Coréens[36]
- Carabine M1, M1A1 et M2 - utilisée par les forces militaires, de police et de sécurité sud-vietnamiennes, [35] sud-coréens,[37] militaires américains et laotiens fournis par les États-Unis. [réf. nécessaire]
- Fusil M14 - délivré à la plupart des troupes américaines depuis les premiers stades de la guerre jusqu'en 1967-1968, date à laquelle il a été remplacé par le M16.[37]
- M16, XM16E1 et M16A1 - M16 a été mis en service en 1964, mais en raison de problèmes de fiabilité, il a été remplacé par le M16A1 en 1967, les principales évolution étant l'assistance au verrouillage (Bolt assist, sur la face droite du lower) et le chromage de l'âme du canon afin d'en améliorer la fiabilité[38].
- CAR-15 - variante de la carabine du M16 produite en nombre très limité, mise en service au début par des opérations spéciales. Plus tard complété par le XM177 amélioré.
- XM177 (Colt Commando) / GAU-5 - poursuite du développement du CAR-15, largement utilisé par MACV-SOG, l'US Air Force et l'US Army[29].
- Stoner 63 - utilisé par les US Navy SEALs et USMC.
- T223 - une copie du Heckler & Koch HK33 construit sous licence par Harrington & Richardson utilisé en petit nombre par les équipes SEAL. Même si le H&R T223 vide pesait 9 livres (4,1 kg) plus lourd qu'un M16A1 vide, l'arme disposait d'un chargeur de quarante balles, ce qui la rendait attrayante pour les SEALS.
- Fusil MAS-36 - utilisé par les milices sud-vietnamiennes[39]
- AK-47, AKM et Type 56 - armes prises à l'ennemi et utilisées par les forces sud-vietnamiennes[40] et américaines.[41][42]
- Fusil G3 - utilisé par les Bérets verts.

### Fusils de tireur d'élite / tireur d'élite
- M1C / D Garand et MC52 - utilisés par les conseillers de la CIA, l'USMC et l'US Navy au début de la guerre.[43][44] Environ 520 ont été fournis à l'ARVN et 460 aux forces thaïlandaises[45].
- M1903A4 Springfield - utilisé par l'USMC au début de la guerre, remplacé par le M40.
- M21 Sniper Weapon System - variante de tireur d'élite du fusil M14 utilisé par l'armée américaine.[46]
- M40 (Remington modèle 700) - fusil de précision à verrou destiné à remplacer le fusil Springfield M1903A4 et le modèle 70 de Winchester; utilisé par l'USMC
- Parker-Hale M82 - utilisé par les forces de l'ANZAC[26]
- Winchester Model 70 - utilisé par l'USMC
- Mosin Nagant - utilisé par les milices sud-vietnamiennes [réf. nécessaire]

### Pistolet-mitrailleurs
- Beretta M12 - un nombre limité a été utilisé par les unités de sécurité de l'ambassade américaine[47].
- Carl Gustav M / 45 - utilisé par Navy SEALs au début de la guerre, mais remplacé plus tard par le Smith & Wesson M76 à la fin des années 1960. Des nombres significatifs ont également été utilisés par les Sud-Vietnamiens[29] et des nombres limités ont été utilisés au Laos par des conseillers et des combattants laotiens.
- Smith & Wesson M76 - copie du Carl Gustav M / 45. Peu ont été effectivement expédiés aux Navy SEALs combattant au Vietnam.[48]
- Pistolet-mitrailleur F1 - a remplacé le pistolet Owen en service australien.[49][50]
- M3 Grease gun - pistolet-mitrailleur américain standard, également utilisée par les Sud-Vietnamiens[51]
- M50 / 55 Reising - des nombres limités ont été utilisés par le MACVSOG et d'autres forces irrégulières.
- Madsen M-50 - utilisé par les forces sud-vietnamiennes, fourni par la CIA.[51]
- Pistolet-mitrailleur MAS-38 - utilisée par les milices sud-vietnamiennes.[52]
- Pistolet-mitrailleur MAT-49 - utilisée par les milices sud-vietnamiennes.[39] Les modèles capturés ont été utilisés en nombre limité
- Pistolet-mitrailleur MP 40 - utilisée par les forces sud-vietnamiennes, fournie par la CIA.[51]
- Owen Gun - mitraillette australienne standard au début de la guerre, remplacée plus tard par la F1.[49][50]
- Pistolet mitrailleur Sten - utilisé par les forces d'opérations spéciales américaines, souvent avec un modérateur de son.[41]
- Sterling - utilisée par le Australian Special Air Service Regiment et d'autres unités d'opérations spéciales[50].
- Pistolet-mitrailleur Thompson - souvent utilisée par les troupes sud-vietnamiennes et en petites quantités par les unités d'artillerie et d'hélicoptères américaines.
- Uzi - utilisé par les forces d'opérations spéciales et certains Sud-Vietnamiens, fournis par Israël.[41]
- MP5 - utilisé par les Bérets verts, y compris la variante MP5SD.

### Fusils de chasse

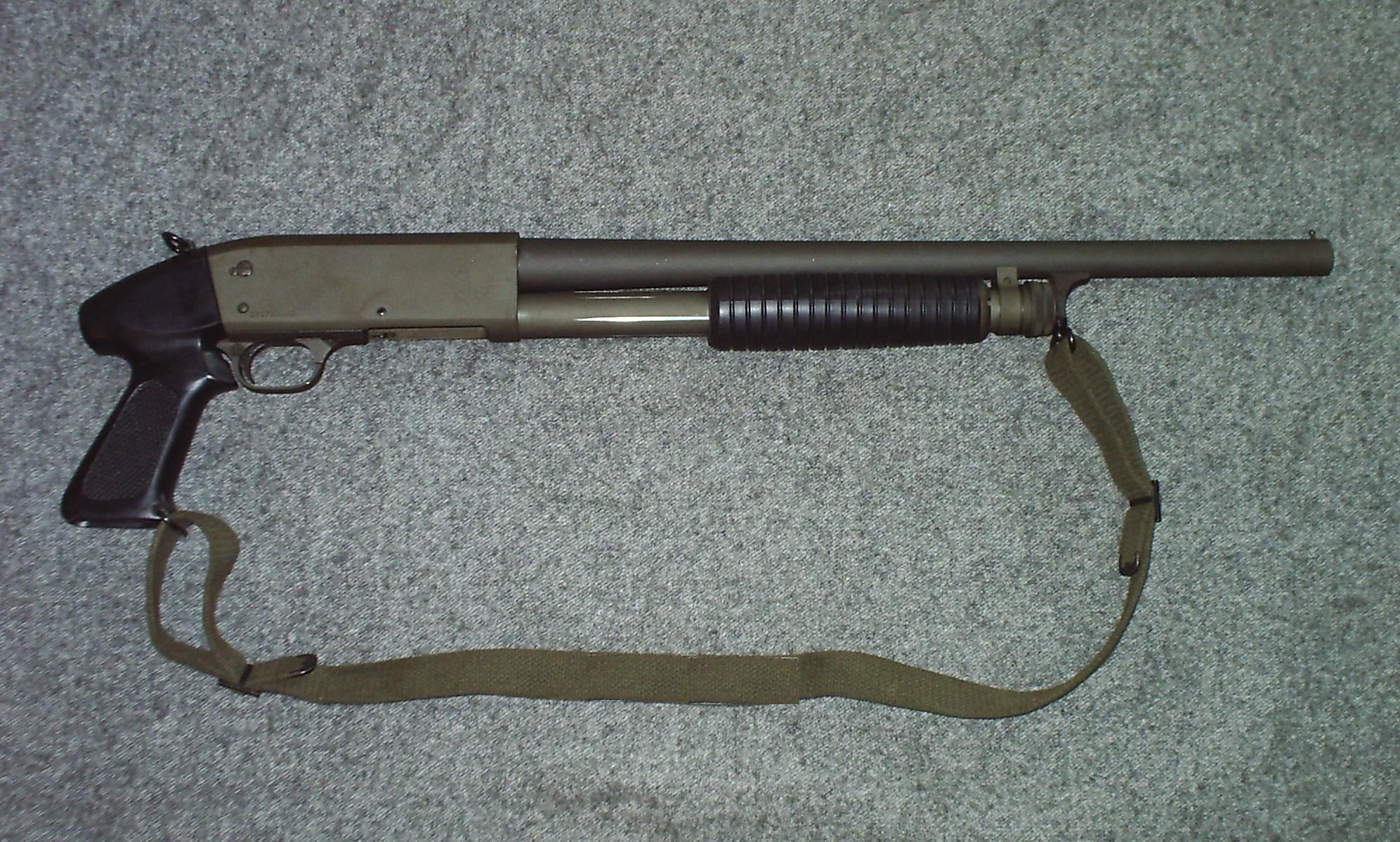
Ithaca 37

Des fusils de chasse ont été utilisés comme arme individuelle lors de patrouilles dans la jungle; les unités d'infanterie ont été autorisées à utiliser un fusil de chasse par TO&E (Table of Organization & Equipment). Les fusils de chasse n'étaient pas destinées à un usage général, pous les fantassins, mais étaient distribuées de manière sélective, un par groupe de combat par exemple.
- Ithaca 37 - fusil à pompe utilisé par les États-Unis et l'ARVN[29],[53].
- Remington Model 10 - fusil à pompe utilisé par les États-Unis.[54]
- Remington Model 11-48 - fusil de chasse semi-automatique utilisé par l'armée américaine.[55]
- Remington Model 31 - fusil à pompe utilisé par l'armée américaine, les SEAL et l'ARVN.[55][54]
- Remington modèle 870 - fusil à pompe principal utilisé par les Marines, l'armée et la marine après 1966[55],[56].
- Remington 7188 - Fusil à pompe à feu sélectif expérimental, retiré en raison d'un manque de fiabilité. Utilisé par les US Navy SEALs[57]
- Savage Model 69E - fusil à pompe utilisé par l'armée américaine.[33]
- Savage Model 720 - fusil de chasse semi-automatique.[58]
- Stevens Model 77E - fusil à pompe utilisé par l'armée et les forces marines. Près de 70 000 modèles 77E ont été achetés par l'armée pour une utilisation en Asie du Sud-Est au cours des années 1960.[59] Également très populaire auprès de l'ARVN en raison de sa petite taille.
- Stevens Model 520/620[53]
- Winchester modèle 1912 - utilisé par USMC.[60]
- Winchester Model 1200 - fusil à pompe utilisé par l'armée américaine.[57]
- Winchester Model 1897 - utilisé par les Marines pendant les premiers stades de la guerre.[61]

### Mitrailleuses

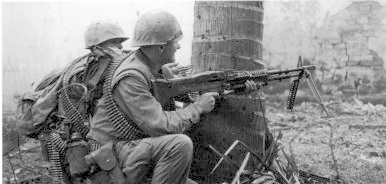
US Marine tire avec sa mitrailleuse M60 sur une position ennemie pendant la bataille de Huế.

- Mitrailleuse M60 - Mitrailleuse standard à usage général pour les forces américaines, ANZAC et ARVN tout au long de la guerre.[49]
- Mitrailleuse Colt - mitrailleuse légère expérimentale déployée par SEAL Team 2 en 1970[29]
- M1918 Browning Automatic Rifle - utilisé par l'ARVN pendant les premiers stades de la guerre[62], ainsi que par de nombreux autres parachutés au Laos et utilisés par des combattants laotiens.
- Mitrailleuse légère FM 24/29 - utilisée par les milices sud-vietnamiennes[39]
- Mitrailleuse RPD (et type 56) - capturée et utilisée par des équipes de reconnaissance des forces de frappe mobiles, du MAC-V-SOG et d'autres forces d'opérations spéciales. Également communément modifiée, une modification courante consistait à raccourcir le canon.[42]
- Stoner M63A Commando & Mark 23 Mod.0 - utilisé par Navy SEALs et testé par Force Recon.
- Minigun M134 -  mitrailleuse montée sur véhicule  calibre 7,62 mm OTAN (rare)[63]
- M1917 Mitrailleuse Browning - Mitrailleuse  de Calibre 30.06 délivrée à l'ARVN et également en utilisation limitée par l'armée américaine. [réf. nécessaire]
- M1919 Mitrailleuse Browning (et variantes telles que M37) - mitrailleuse montée sur véhicule.[64] Pendant ce temps, toujours utilisé par de nombreux fantassins sud-vietnamiens.[26]
- M73 mitrailleuse - mitrailleuse montée sur réservoir.[64]
- MG1 - utilisé par les Bérets verts
- Mitrailleuse lourde Browning M2HB.50cal

### Grenades et mines

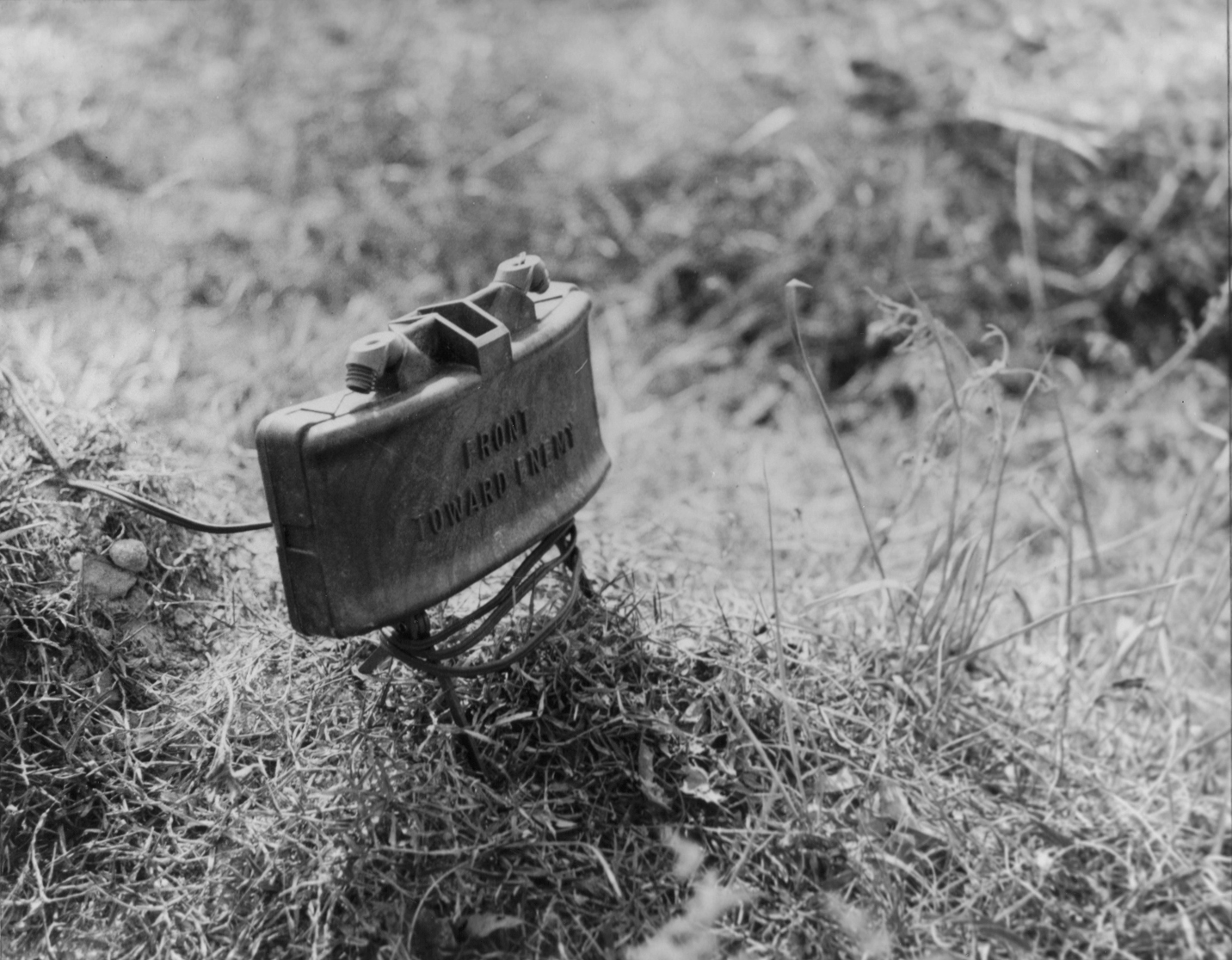
Utilisation d'une mine antipersonnel Claymore au Vietnam

- AN-M8 - grenade à fumée blanche[65][66]
- Explosif C4[67]
- Grenade à fragmentation Mark 2[68]
- Pot de fumée M1[67]
- Grenade à fragmentation M26 et nombreuses sous-variantes[69][70]
- Grenade à fragmentation M59 et M67[71][72]
- Grenades anti-émeute des séries M6 / M7[66] - Utilisées pour éliminer les NVA / VC des grottes, tunnels et bâtiments[73] ou arrêter un poursuivant.[65]
- Grenade à thermite AN / M14 TH3 - Grenade incendiaire utilisée pour détruire l'équipement et comme dispositif de mise à feu.[65]
- Grenades fumigènes M15 et M34 - remplies de phosphore blanc[21] qui s'enflamment au contact de l'air et créent une épaisse fumée blanche.[65] Utilisé à des fins de signalisation et de dépistage, ainsi que comme arme antipersonnel dans des espaces clos, car le phosphore blanc brûlant consommerait rapidement de l'oxygène, étouffant les victimes.
- Grenade M18 Grenade à main fumée - Grenade de signalisation / dépistage disponible en rouge, jaune, vert et violet.[74][65]
- Mini-grenade V40[75]
- Grenade OF 37 et grenade DF 37, grenades françaises utilisées par l'ARVN dans les années 1950[76][77]
- XM58 grenade anti-émeute - Une grenade anti-émeute miniature utilisée par MACVSOG et Navy SEALs[73].
- Mine M14 - mine anti-personnel anti-personnel[21]
- Mine M15 - mine antichar[78]
- Mine M16 - délimitation d'une mine anti-personnel à fragmentation[78]
- M18 / M18A1 Claymore - Mine antipersonnel directionnelle faisant exploser le commandement[25][79]
- Mine M19 - mine antichar[78]

### Lance-grenades et lance-roquettes
- Adaptateurs de grenade à fusil M1 / M2 - utilisés pour convertir une grenade à fragmentation standard (M1) ou une grenade à fumée (M2) en grenade à fusil en conjonction avec le lance-grenades M7.
- Lanceur de grenade à fusil M7 et M8 - lance -grenade à fusil utilisé avec respectivement la M1 Garand et la carabine M1, utilisée par les Sud-Vietnamiens. Pourrait tirer les grenades à fusil M9 et M17.[80]
- Grenade à fusil M31 HEAT - Utilisée principalement par l'armée américaine avant l'introduction de la loi M72. Tiré du M1 Garand et du M14 Rifle. [réf. nécessaire]
- M79 Grenade Launcher - principal lance-grenades américain utilisé par toutes les branches de l'armée américaine, ainsi que par les forces de l'ANZAC et l'ARVN[29],[80].
- China Lake Grenade Launcher - arme à pompe utilisée en très petit nombre.
- XM148 - lance-grenades expérimental à barrette de 40 mm pouvant être attaché au fusil M16 ou à la carabine XM177. Retiré pour des raisons de sécurité[80].
- Lanceur de grenade M203 - Lanceur de grenade à un coup de 40 mm à encastrer conçu pour être attaché à un fusil M16 (ou carabine XM177, avec des modifications au lanceur). Testé au combat en avril 1969[80].
- Lanceur de grenade Mark 18 Mod 0 - Lanceur de grenade à manivelle, alimenté par courroie, 40x46 mm utilisé par l'US Navy[81].
- Lance-grenades Mark 19 - Lance - grenades automatique, alimenté par courroie, 46x53 mm[81].
- Lance-grenades Mk 20 Mod 0 - Lance - grenades automatique, alimenté par courroie, 40 x 46 mm. Principalement utilisé par les équipages fluviaux mais également utilisé par les opérations spéciales de l'Air Force[81].
- Lanceur de grenade XM174 - Lanceur de grenade automatique, alimenté par courroie, 40x46 mm utilisé principalement par l'armée américaine.[35]
- Bazooka - La variante M9 a été fournie à l'ARVN pendant les premières années de la guerre[82] tandis que le M20 "Super Bazooka" a été utilisé par l'USMC et l'ARVN jusqu'à l'introduction complète du fusil sans recul M67 de 90 mm et du M72. LOI[83].
- M72 LAW - lance-roquettes anti-char de 66 mm.[84]
- XM202 - lance-roquettes incendiaire expérimental à quatre coups de 66 mm[85].
- FIM-43 Redeye MANPADS (Man-Portable Air-Defence System) - missile anti-aérien à recherche de chaleur à l'épaule, utilisé par l'armée américaine et l'USMC. [réf. nécessaire]
- BGM-71 TOW - missile antichar filoguidé[86]

### Lance-flammes
Lance-flammes M2A1-7 et M9A1-7

### Armes de soutien d'infanterie

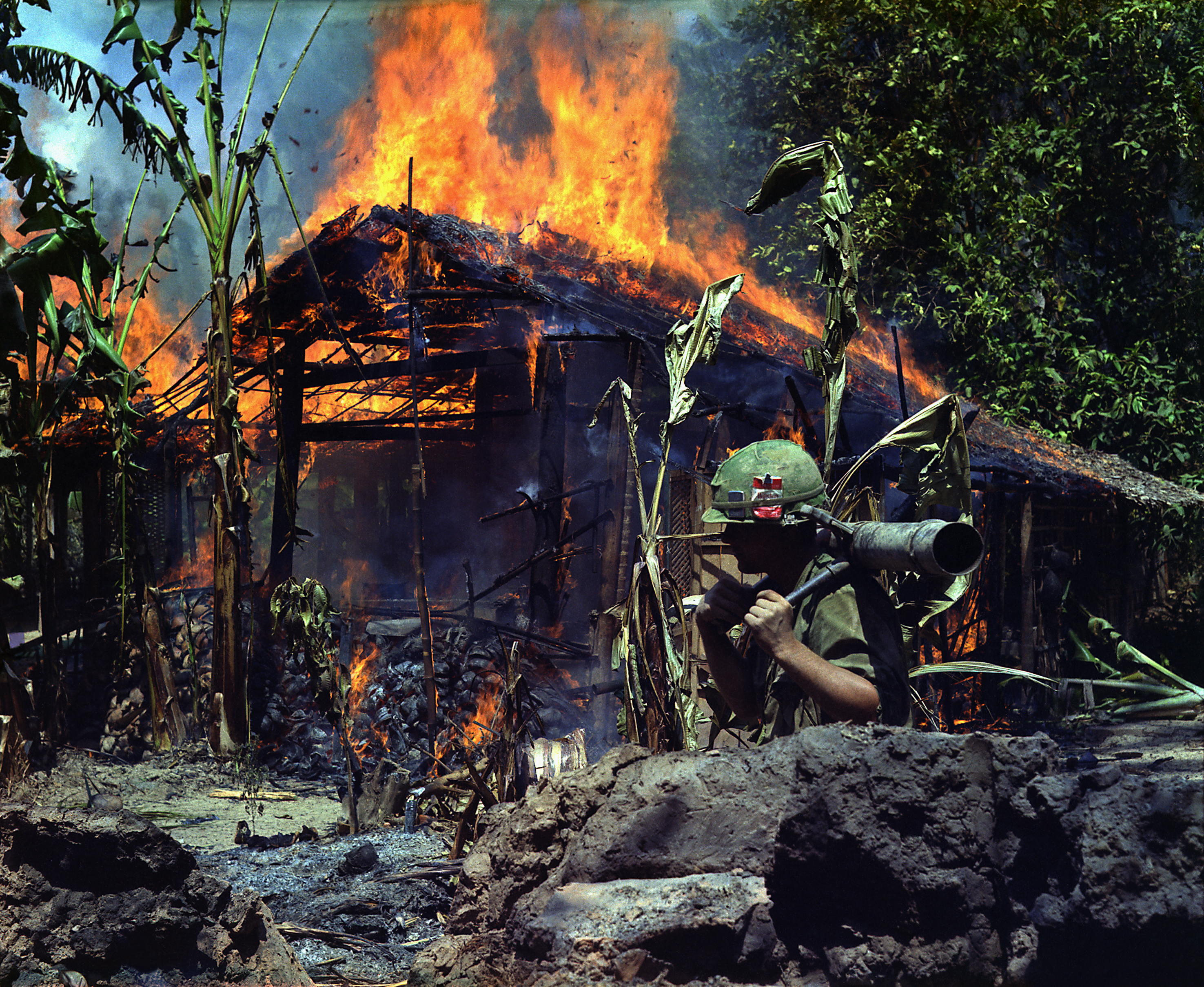
Un soldat américain porte un canon sans recul M67 devant un camp de base du Viet Cong en feu à Mỹ Tho, Vietnam du Sud, 1968

- Canon sans recul M18 - Canon sans recul de 57 mm à épaulement / monté sur trépied, utilisé par l'ARVN au début de la guerre.[89]
- Canon sans recul M20 - Canon sans recul trépied / monté sur véhicule de 75 mm, utilisé par les forces américaines et ARVN au début de la guerre.[90]
- Canon sans recul M67 - Canon sans recul anti-char de 90 mm, utilisé par les forces sélectionnées de l'armée américaine, du US Marine Corps, de l'ANZAC et de l'ARVN.[90][91][92]
- Canon sans recul M40 Trépied de 106 mm / Canon sans recul montée sur véhicule.[90][91]
- Mortier M2 - Mortier de 60 mm, utilisé en combinaison avec le mortier M19 plus léger mais moins précis et de gamme inférieure.[93]
- Mortier M19 - Mortier de 60 mm, utilisé conjointement avec le mortier M2 plus ancien et plus lourd.[93][94]
- Mortier Brandt Mle 27/31 - 81 mm, utilisé par les forces ARVN[95]
- Mortier M1 - Mortier M1 de 81 mm, utilisé par les forces de l'ARVN.[95]
- Mortier M29 -  81 mm, utilisé par les forces américaines et ARVN.[95][96]
- Mortier L16 81 mm, utilisé par les forces ANZAC.[49]
- 82-BM-37 - mortier de 82 mm capturé, peu utilisé par l'USMC avec des obus américains.[97]
- Mortier M30 107 mm, utilisé par les forces américaines et ARVN.[98][33]
  - M98 Howtar, variante de ce dernier monté sur un chariot d'obusier M116.[99]

### Artillerie

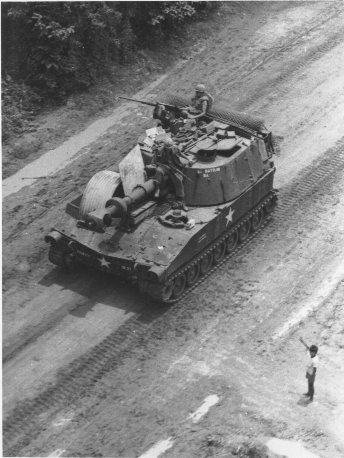
Obusier automoteur M109 au Vietnam

- M55 mitrailleuse quad - utilisée pour défendre les bases de l'armée américaine et les véhicules[100][101]
- Canon de 20 mm Oerlikon - utilisé pour l'artisanat fluvial[102]
- Pistolet Bofors de 40 mm - utilisé pour l'artisanat fluvial[102]
- Obusier 105 mm M101A1 / M2A1[103][100]
- Obusier 105 mm M102[104],[100]
- Obusier 155 mm M114[100][104]
- Canon automoteur M53 155 mm[105]
- Obusier automoteur M55, 8 pouces[105]
- M107 Canon automoteur de 175 mm[100][106][107]
- M108 Automotrice 105 obusier mm[100]
- M109 Automotrice 155 obusier mm[108]
- Obusier automoteur M110 de 8 pouces[100][106]
- 75 mm Pack Howitzer M1 [réf. nécessaire]
- L5 obusier pack 105 mm pack obusier utilisé par l'Australie[109] et la Nouvelle-Zélande[110]
- MIM-23 Hawk - missile sol-air de portée moyenne utilisé en très petites quantités par les Marines américains[111].

### Types de munitions d'artillerie
- HE (High Explosive) - round d'artillerie standard.[112]
- Ronde antichar hautement explosive - tirée par des canons de 105 mm.[112]
- Phosphore blanc - utilisé pour le dépistage ou à des fins incendiaires.[112]
- Coquilles de fumée - utilisées pour le dépistage.[112]
- Coque foliole - rarement utilisée.[112]
- Ronds de fléchettes de ruche - rondes antipersonnel.[46]
- Munition conventionnelle améliorée - obus antipersonnel avec sous-munitions.[113]

### Avion
(par ordre alphabétique par code de mission modifié / de base, puis par ordre croissant par numéro de conception / lettre de série)
- Avion d'entraînement Aero Ae-45[114]
- Avion d'entraînement Aero L-29 Delfín[115]
- Avions utilitaires An-2[116]
- Avion d'attaque Cessna A-37 Dragonfly - utilisation limitée des appareils capturés ou défectueux[117]
- Avion de transport Ilyushin Il-12[118]
- Avion de transport Ilyushin Il-14[118]
- Bombardier à réaction Iliouchine Il-28[119]
- Avion de transport Lisunov Li-2[118]
- Mikoyan-Gurevich MiG-15 (et F-4 chinois) avion d'entraînement à réaction[120]
- Avion de chasse MiG-17 (et F-5 chinois)[121],[122]
- Avion de chasse MiG-19 (et F-6 chinois)[121]
- Avion de chasse MiG-21[121]
- Cheval de Troie nord-américain T-28 - 1 ancien Laotien utilisé en 1964[114]
- Avion d'entraînement Yakovlev Yak-18[123]
- Avion d'entraînement Zlí

### Armes d'avion
- Gryazev-Shipunov GSh-23[124]
- Nudelman-Rikhter NR-30[125]
- Nudelman N-37[126]
- Nudelman-Rikhter NR-23[127]
- K-5 (missile) (RS-2US)[46],[128]
- K-13 (missile) (R-3S)[46],[124],[128]

### Hélicoptères
- Bell UH-1 Iroquois
- Mi-2 [réf. nécessaire]
- Mi-4[129]
- Mi-6[129]
- Mi-8 [réf. nécessaire]

### Chars
- M24 Chaffee - char léger, capturé aux Français et utilisé pour l'entraînement au début de la guerre[130]
- M41 Walker Bulldog - char léger, capturé par l'ARVN.[131][132]
- M48 Patton - capturé à partir de l'ARVN.
- Char amphibie PT-76[133][134][135]
- Canon automoteur SU-76[133][135]
- Canons automoteurs SU-100 en nombre limité.[136]
- Canon automoteur SU-122 en nombre limité[133][136]
- Char moyen T-34-85, à partir de 1959[133][137]
- Chars de combat principaux T-54,[138][135] utilisés à partir de 1965[139]
- Chars de combat principaux de type 59[138]
- Réservoir léger type 62 [réf. nécessaire]
- Systèmes autopropulsés antiaériens de type 63
- Char amphibie de type 63[140]
- Systèmes automoteurs antiaériens ZSU-57-2[141]
- Systèmes automoteurs antiaériens ZSU-23-4[138]

### Autres véhicules blindés
- BTR-40 APC[136]
- BTR-50 APC[135]
- APC BTR-60 PB[142]
- BTR-152 APC[143]
- M3 Half-track et M8 Light Blindé - premiers véhicules blindés NVA. Utilisé pour protéger les bases aériennes du Nord.[144]
- Transport de troupes blindé M113 - capturé à partir de l'ARVN[132]
- Couche de pont blindé MTU-20[145]
- Type 63 APC[116][137]

### Véhicules d'assistance
- Tracteur d'artillerie légère AT-L[146]
- Tracteurs d'artillerie moyenne AT-S et ATS-59[146]
- Pékin BJ212
- Dnepr M-72
- GAZ-AA
- GAZ-MM
- GAZ-46 voiture amphibie légère[147]
- Camion GAZ-51 (et copie chinoise)[148]
- Camion GAZ-63[149][150]
- GAZ-64
- GAZ-67
- GAZ-69[144]
- IFA W 50
- Camion lourd KrAZ-255[151]
- Mazur D-350 (pl) tracteur d'artillerie[136]
- Camion MAZ-502[150]
- Série de camions M35 (capturés)
- Série de camions M54 (capturés)
- Jeep M151 (capturée)* PMZ-A-750
- Camion ZIS-150 (et CA-10 chinois)
- Camion Ural ZIS-355M[150]
- Ural-375
- Camion ZIL-130[146]
- Camion ZIL-151[152]
- Camions ZIL-157 et ZIL-157K (et CA-30 chinois)[122]
- Véhicule amphibie ZiS-485[153]

### Artisanat naval
- Canonnières de classe Swatow[154]
- Torpilleurs P4 et P6[154]
- D'innombrables sampans de type civil - principalement utilisés pour la contrebande de fournitures et d'armes[155]